# كامني جريفين
كامني جريفين (بالإنجليزية: Khamani Griffin)‏ هو ممثل أمريكي، ولد في 1 أغسطس 1998 بأوكلاند في الولايات المتحدة.

## أعمال

### مسلسلات
- اسمي إيرل
- إن سي آي إس
- مودرن فاميلي

## وصلات خارجية
- كامني جريفين على موقع IMDb (الإنجليزية)
- كامني جريفين على موقع ألو سيني (الفرنسية)
- كامني جريفين على موقع أول موفي (الإنجليزية)
- كامني جريفين على موقع قاعدة بيانات الأفلام السويدية (السويدية)
- كامني جريفين على موقع قاعدة بيانات الفيلم (الإنجليزية)
- كامني جريفين على موقع كينوبويسك (الروسية)